# Equilibrium (hudební skupina)
Equilibrium je německá hudební skupina hrající ve stylu epic metalu.

## Styl
Kytarista a skladatel René Berthiaume kombinuje různé prvky folkové hudby například z Irska nebo Skotska, klasické hudby a metalu, čímž vzniká úplně nový žánr, který může znít symfonicky, ale skladba může připomínat také irskou tradiční hudbu, tyto kombinace se těžko žánrově zařazují. Sami členové říkají, že epic metal je žánrově nejblíž, ale také to není úplně ono.
Povaha textů se mění a vyvíjí, zatímco první album čerpá hlavně z vikinských a germánských mytologií, druhé a třetí zpracovává vlastní zkušenosti a zážitky do různých smyšlených příběhů (například Blut im Auge.) Trend zkušeností a zážitků pokračuje i ve čtvrtém studiovém albu. Výjimkou je skladba Des Sängers Fluch (kletba bardů) z alba Sagas, která je interpretací stejnojmenné balady od Ludwiga Uhlanda.
Na textech se podílí celá skupina a jsou v němčině, s výjimkou The Unknown Episode z alba Erdentempel, která je v angličtině, čímž tak trochu odpovídají na žádosti fanoušků.

## Historie
Skupina vznikla v roce 2001, jméno kapely bylo vybráno víceméně spontánně, neboť skupina hrála výhradně covery skupin jako Hypocrisy nebo Dimmu Borgir a potřebovala nějaké neutrální jméno. Původně se jednalo o seskupení pouze na jeden koncert, ten se konal v kostele v Maisachu, kde se narodil René. Plakát, který na tuto akci lákal, původně zdobila věta "In your name christian reign we will fight," jež pochází ze skladby When Gjallarhorn Will Sound velmi významné jednočlenné skupiny Falkenbach, byla však správou kostela zakázána. V rozhovoru zakládající zpěvák skupiny Helge Stang taky líčí, že koncert se nakonec konal, ale správa kostela navíc zakázala ukazovat "rohy" a zmiňovat Satana. Původní plán byl, že skupina se složí na tento koncert a hned zase rozpadne, ale protože složení mělo úspěch, uspořádali další akci a pak už jako skupina zůstali.
V roce 2003 natáčí téměř profesionálně znějící demo a dostávají nabídku na album od společnosti Black Attakk, tu přijímají. Nahrávání probíhá v Helion Studios, kde probíhá vždy alespoň částečně nahrávání i dalších alb. Stejně tak produkce je vždy stejná, dělá jí sám René. Album mělo původně vyjít už v roce 2004, ale kvůli různým odkladům nakonec vychází až v lednu 2005. V jednom z bookletů je fotografie skupiny po vystoupení na Summerbreeze 2004, které popisují jako neopakovatelný zážitek, jednalo se o jejich první větší živé vystoupení.
V roce 2005 také vyjíždějí na svou první zahraniční tour "Blasting Bavaria" se skupinami Commander a Sycronomica. Dokumentace této tour je obsažena v bonusovém DVD v limitované edici alba Sagas, spolu se studiovým deníkem a dalšími různými záznamy z koncertů.
Veliké problémy měla skupina v začátcích s obsazením. Čtyři z šesti zakládajících členů sice zůstali až do roku 2010, posty bubeníka a klávesisty byly však velmi často obměňovány. Historie klávesistů končí v roce 2006 s tím, že je prakticky nemožné najít klávesistu, jež by měl nutné vybavení a když ho má, není vždy schopen svůj part zahrát, neboť v průběhu času jsou nároky čím dál větší. Skupina je tedy nucena využívat samplů. Bubeníků se v období 2001–2006 vystřídalo pět.
Skupina se se společností Black Attakk rozešla, neboť neplatili svým skupinám a přešli k Nuclear Blast, kde jsou dodnes. Zde vydali své druhé album Sagas, které skončilo v roce 2008 v německé oficiální hitparádě Media Control Charts na třicátém místě. Jedním z hostů na albu byl Ulrich Herkenhoff, který je znám především díky spolupráci soundtracku k filmu Pán prstenů: Návrat krále.
V únoru roku 2010 však skupina musela zrušit svůj výstup na festivalu Winterfire v Německu kvůli "vážným změnám složení skupiny," které vyústilo 12.2.2010 odchodem zpěváka Helgeho a bubeníka Manuela. Hned o měsíc později byl oznámen příchod zpěváka Robseho a v ten samý měsíc byl oznámen i nový bubeník Hati. Album Rekreatur bylo nahráváno přerušovaně po velmi dlouhou dobu a to kvůli probíhajícím koncertům, ke kterým se skupina upsala. Tak například bicí na albu jsou nahrány ještě od bubeníka Manuela a nahrání všech kytar probíhalo ve spěchu, bylo hotovo za tři dny plné stresu a tím se skupina poučila. Album vyšlo 18. června 2010 a i přes tento fakt a přes fakt, že velká část fanoušků toto album označuje jako nejnepovedenější, překonalo rekord v MCC Sagasu, skončilo dvacáté.
V roce 2012 skupina oznámila, že plánuje vydat nové album v roce 2014. 11. srpna 2013 pak skupina vydává své první EP Waldschrein (v překladu Lesní svatyně.) EP obsahuje pět skladeb: zmíněný Waldschrein, a to hned dvakrát, jednou normální a poté v instrumentální verzi. Dále je v něm přenahraná skladba z prvního alba Der Sturm, která je také úplně první skladbou. Tato verze je o něco delší a transponovaná o jeden tón dolů, také je logicky přezpívána novým zpěvákem. Další skladbou je Himmelsrand, něco jako cover skladby Dragonborn skladatele Jeremyho Soula, titulní skladbou hry The Elder Scrolls: Skyrim. Poslední skladbou je Zwergenhammer, starší skladba, která se zveřejnění dočkala až teď.
29. března 2014 vychází single Karawane. Den poté skupinu z nejasných důvodu opouští sourozenci a zakládající členové Andreas Völkl a Sandra van Eldik. Ti jsou později nahrazeni: 21. května se ke skupině přidává Dominik R. Crey (Wolfchant, Nothgard) a 7. června je oznámena nová baskytaristka Jen Majura (Knorkator), skupina si tedy udržela tradici něžného pohlaví na postu baskytaristy.
6. června vyšlo album Erdentempel. Album obsahuje také znovu nahranou skladbu Waldschrein. Skupina se rozhodla tentokrát pro mastering ve Finnvox studios, do té doby jej dělal sám René. Už 16. června oznamuje skupina umístění na 16. místě v MCC.
Na 12. srpna 2016 je ohlášeno nové album s názvem Armageddon, na kterém kapela strávila téměř dva roky práce. K albu je v září 2016 naplánováno evropské turné, během kterého kapela vystoupí i v pražském klubu Nová Chmelnice.

## Členové
- Robert „Robse“ Dahn – zpěv (2010–současnost)
- René Berthiaume – kytara (2001–současnost)
- Tuval „Hati“ Refaeli – bicí (2010–současnost)
- Dom R. Crey – kytara (2014–současnost)
- Martin „Skar“ Berger – baskytara (2019–současnost)
- Skadi Rosehurst – klávesy (2019–současnost)

### Bývalí členové
- Helge Stang – zpěv (2001–2010)
- Manuel DiCamillo – bicí (2006–2010)
- Markus Perschke – bicí (2005–2006)
- Basti Kriegl – bicí (2005)
- Julius Koblitzek – bicí (2003–2004)
- Henning Stein – bicí (2001–2003)
- Armin Dörfler – klávesy (2005–2006)
- Conny Kaiser – klávesy (2002–2003)
- Michael Heidenreich – klávesy (2001–2002)
- Andreas Völkl – kytara (2001–2014)
- Sandra van Eldik – baskytara (2001–2014)
- Jen Majura – baskytara (2014–2015)
- Markus Solvalt – baskytara (2016–2019)

## Diskografie
- Demo 2003 (2003)
- Turis Fratyr (2005)
- Sagas (2008)
- Rekreatur (2010)
- Waldschrein [EP] (2013)
- Karawane [Single] (2014)
- Erdentempel (2014)
- Armageddon (2016)
- Renegades (2019)
- One Folk (2020)
- Revolution (2021)
- XX (2021)
- "Shelter" (2023)
- "Cerulean Skies" (2023)